# Eois toporata
Eois toporata är en fjärilsart som beskrevs av William Schaus 1901. Eois toporata ingår i släktet Eois och familjen mätare. Inga underarter finns listade i Catalogue of Life.